# William Russell (ator inglês)
William Russell (Sunderland, 19 de novembro de 1924 – 3 de junho de 2024) foi um ator britânico. Ele chegou à fama em 1956, quando assumiu o papel principal na série de televisão The Adventures of Sir Lancelot na ITV. Ele também ficou famoso como um dos protagonistas originais de Doctor Who da BBC, interpretando o papel de Ian Chesterton desde o primeiro episódio do programa em 1963 até sua saída em 1965.

## Início da vida
Russell nasceu William Russell Enoch em 19 de novembro de 1924, em Sunderland, condado de Durham, Inglaterra, filho de Eva Compston e Alfred James Enoch. Ele se interessou em atuar ainda muito jovem. Ele estava envolvido na organização de entretenimento quando serviu na Força Aérea Real, e depois da universidade, entrou para o teatro.

## Doctor Who
Em 1963, ele foi escalado para Doctor Who como o primeiro companheiro masculino do Doctor, o professor de ciências Ian Chesterton, aparecendo na maioria dos episódios das duas primeiras temporadas do programa.
Russell foi um dos quatro membros do elenco original de Doctor Who, estrelando ao lado de William Hartnell como o Doutor, Jacqueline Hill como Barbara Wright, Carole Ann Ford como Susan Foreman e mais tarde Maureen O'Brien como Vicki. Sua primeira aparição na série foi no episódio piloto não transmitido, que acabou sendo refilmado e transmitido como "An Unearthly Child". Ele finalmente partiu, ao lado de Jacqueline Hill, no penúltimo episódio da segunda temporada, The Chase.
Russell continuou sua associação com Doctor Who, tendo emprestado sua voz como narrador para vários dos lançamentos de audiolivros dos episódios perdidos dos anos 1960. Ele apareceu em The Game, uma das histórias contínuas de áudio de Doctor Who produzidas pela Big Finish. Ele também gravou leituras para algumas das adaptações de áudio em CD de novelizações de histórias de Doctor Who originalmente publicadas pela Target Books.
No final da década de 1990, Russell voltou ao papel de Ian para o lançamento em VHS da história The Crusade, do qual o segundo e o quarto episódios estão perdidos. Ele gravou várias cenas de personagens para a câmera, o que ajudou a preencher as lacunas entre os episódios existentes.
Russell também contribuiu para a série de DVDs de Doctor Who, tendo participado de vários comentários em áudio e entrevistas na tela desde 2002.
Em 2013, a BBC produziu An Adventure in Space and Time, um docudrama retratando a criação e os primeiros dias de Doctor Who, como parte das comemorações do cinquentenário do programa. Russell apareceu como um personagem do drama, interpretado pelo ator Jamie Glover. O próprio Russell teve uma participação especial, interpretando um comissário da BBC chamado Harry.
No mesmo ano, Russell interpretou Ian e o Primeiro Doutor na peça de áudio da Big Finish, The Light at the End, produzida para comemorar o 50.º aniversário de Doctor Who, tornando-o o ator mais velho a interpretar o Doutor.

## Vida pessoal e morte
Em 2 de dezembro de 1988, Russell, de 64 anos, e sua segunda esposa, Etheline Margareth Lewis, tiveram seu primeiro filho juntos, Alfred Enoch. Alfred também é ator, conhecido por interpretar Dean Thomas na série de filmes Harry Potter e Wes Gibbins na série de televisão da ABC, How to Get Away with Murder.
Russell morreu em 3 de junho de 2024, aos 99 anos.